# Спектрофотометрія

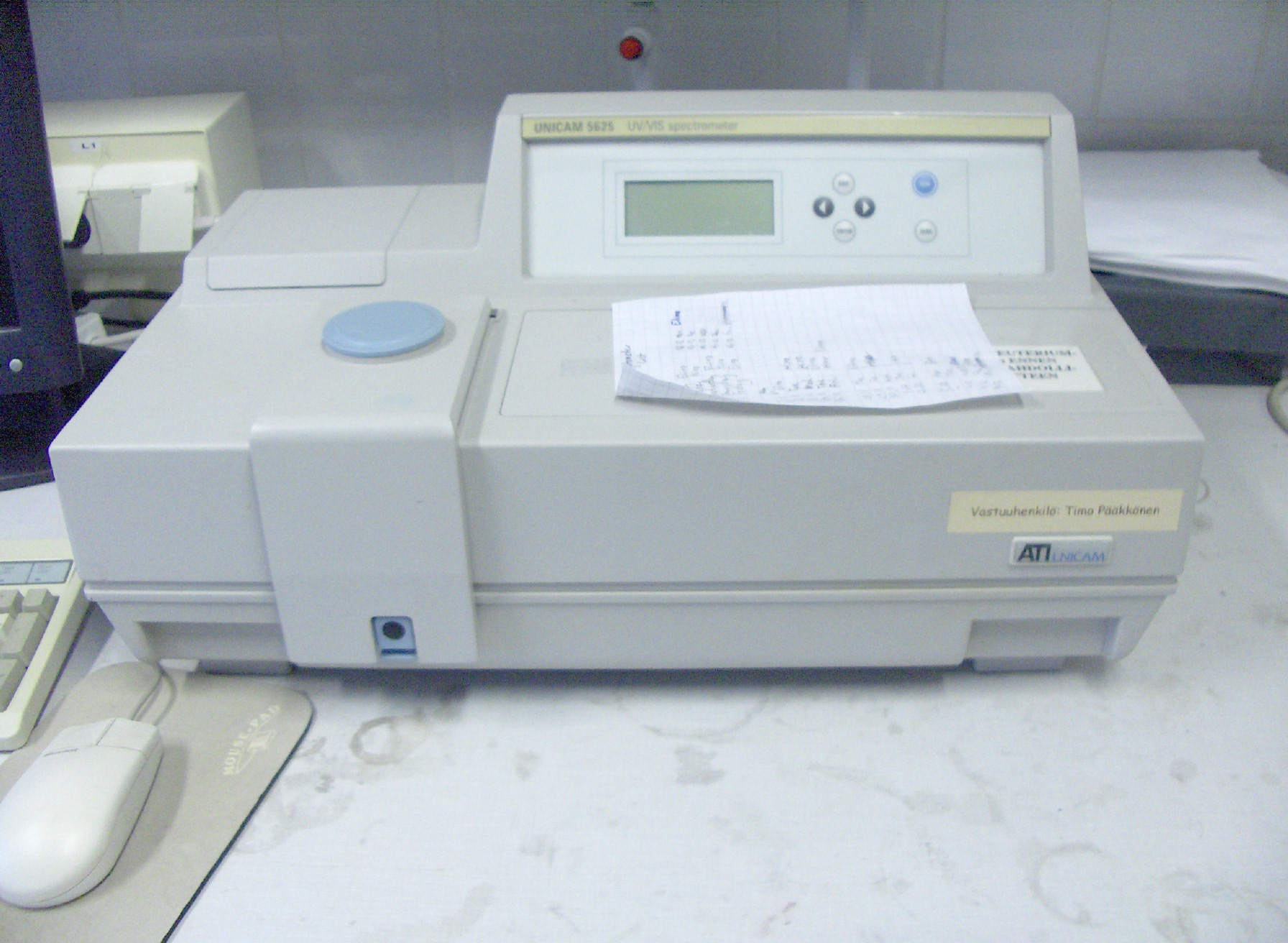
Спектрофотометр

Спектрофотометрія – сукупність методів визначення кількісних характеристик монохроматичного випромінювання. Спектральна фотометрія дає методи отримання спектрів випромінювання, відбивання, пропускання, поглинання і розсіювання. Вони виражаються графічними залежностями розподілення відповідних величин за довжинами хвиль або частотами випромінювання.
Спектрофотометрія (абсорбційна) — фізико-хімічний метод досліджень розчинів і твердих речовин, оснований на вивченні спектрів поглинання в ультрафіолетовій (200—400 нм), видимій (400—760 нм) та інфрачервоній (>760 нм) областях спектра. Основна залежність, що вивчається у спектрофотометрії — залежність інтенсивності поглинання падаючого світла від довжини хвилі.

## Суть спектрографічних вимірювань
Випромінювання розкладається в спектр призмою або дифракційною ґраткою. За допомогою діафрагми-щілини зі спектра виділяється вузький монохроматичний пучок, який подається на приймач. Знаючи залежність між потужністю випромінювання і реакцією приймача, будують графік залежності (напр. світлового потоку від довжини хвилі), який і характеризує спектр випромінювання.
При вимірюванні спектра поглинання чи пропускання перед приймачем розміщують зразок, спектр якого вимірюють. 

Спектр відбивання одержують порівнюючи характеристики монохроматичного випромінювання, відбитого від поверхні зразка і еталону.

## Застосування
Спектрофотометрія широко застосовується при вивченні будови і складу різних сполук (комплексів, фарбників, аналітичних реагентів тощо), для якісного і кількісного аналізу речовин (визначення слідів елементів в металах, сплавах, технічних об'єктах). Прилади спектрофотометрії — спектрофотометри.